# Línea 5 (Urbanos de Torrelodones)
La línea 5 de la red de autobuses urbanos de Torrelodones une de forma circular la estación de tren, el pueblo y Los Peñascales, por el paseo de Joaquín Ruíz Jiménez.

## Características
Esta línea une la estación de Torrelodones, el pueblo y Los Peñascales, realizando una ruta circular de 60 minutos de duración.
La línea circula exclusivamente por el término municipal de Torrelodones. Como bien se expresa en la numeración interna del CRTM, recibe el número 5152. El primer dígito corresponde a la línea, en este caso la línea 5. Y los últimos tres dígitos corresponden al municipio por el que circula, en este caso 152 corresponde al municipio de Torrelodones.
La línea no mantiene los mismos horarios todo el año, los refuerzos lectivos dejan de operar en días no lectivos y en el mes de agosto se reducen el número de expediciones los días laborables entre semana (sábados laborables, domingos y festivos tienen los mismos horarios todo el año), además de los días excepcionales vísperas de festivo y festivos de Navidad en los que los horarios también cambian y se reducen.
Está operada por la empresa Julián de Castro a través de Avanza Movilidad Integral mediante la concesión administrativa URCM-152 - Urbano de Torrelodones (Urbanos Comunidad de Madrid) delConsorcio Regional de Transportes de Madrid.
1. ↑  Ayuntamiento de Torrelodones. «Autobuses urbanos». Consultado el 1 de noviembre de 2023.
2. ↑  «Línea 5 | Julian de Castro». www.juliandecastro.es. Consultado el 1 de noviembre de 2023.

## Horarios
| 1 septiembre - 31 julio    | 1 septiembre - 31 julio                  | 1 - 31 agosto                                     |
| Lunes a viernes laborables | Sábados laborables, domingos y festivos  | Todos los días                                    |
| 06:35                      | 08:15                                    | 08:15                                             |
| 07:20                      | 10:15                                    | 10:15                                             |
| 08:35                      | 12:15                                    | 12:15                                             |
| 09:45                      | 14:15                                    | 14:15                                             |
| 10:45                      | 16:15                                    | 16:15                                             |
| 11:45                      | 18:15                                    | 18:15                                             |
| 12:45                      | 20:15                                    | 20:15                                             |
| 13:45                      | 22:15                                    | 22:15                                             |
| 14:30                      | Noches de sábados y vísperas de festivos | Noches de viernes, sábados y vísperas de festivos |
| 14:45                      | 00:00                                    | 00:00                                             |
| 15:45                      |                                          |                                                   |
| 16:45                      |                                          |                                                   |
| 17:45                      |                                          |                                                   |
| 18:45                      |                                          |                                                   |
| 19:45                      |                                          |                                                   |
| 20:45                      |                                          |                                                   |
| 21:45                      |                                          |                                                   |
| Noches de viernes          |                                          |                                                   |
| 00:00                      |                                          |                                                   |

Paso por la urbanización El Monte aproximadamente 30 minutos después de su salida de la Calle del Doctor Mingo Alsina (FF.CC. Torrelodones). Duración del recorrido circular completo aproximadamente 60 minutos.
1. ↑  En días lectivos, sólo hasta el instituto.
2. ↑  Desde el instituto, por Los Peñascales, sólo días lectivos.
3. ↑  Sólo días NO lectivos.

## Recorrido y paradas
| Código | Parada                                     | Común con                   | Conexión con Cercanías |
| ------ | ------------------------------------------ | --------------------------- | ---------------------- |
| 09103  | Dr. Mingo Alsina - Est. Torrelodones       | 1 2 4                       | Torrelodones           |
| 10753  | Av. Torrelodones - Herrador                | 1 2 4                       |                        |
| 15965  | Javier Gª de Leániz - María Victoria       | 1 2 4                       |                        |
| 19884  | Javier Gª de Leániz - Escuela de Idiomas   | 1 2 4                       |                        |
| 10703  | Javier Gª de Leániz - Jesusa Lara          | 1 2 4                       |                        |
| 06092  | Jesusa Lara - Parque Pradogrande           | 1 2 4 631 633 635           |                        |
| 10704  | Av. Torrelodones - Guardia Civil           | 1 2 4 631 633 635           |                        |
| 06093  | Av. Torrelodones - Urb. Las Marías         | 1 2 4 631 633 635           |                        |
| 10705  | Av. Dehesa - Polideportivo                 | 1 2 4 610 612               |                        |
| 10706  | Av. Dehesa - Instituto                     | 1 2 4 610 612               |                        |
| 10707  | Av. Dehesa - Centro de Salud               | 1 2 4 610 612               |                        |
| 10708  | José Sánchez Rubio - Av. Dehesa            | 1 4                         |                        |
| 10709  | José Sánchez Rubio - José María Moreno     | 1 4                         |                        |
| 18784  | Pza. del Caño - Carlos Picabea             | 1 4                         |                        |
| 15973  | Pza. Epifanio Velasco - Iglesia            | 1 4                         |                        |
| 08413  | Camino Valladolid - P.º Joaquín R. Jiménez | 1 4 611 612 613 685         |                        |
| 10729  | P.º Joaquín Ruiz Jiménez - Los Almendros   | 686                         |                        |
| 10730  | Av. Peñascales - Tanatorio                 | 686                         |                        |
| 18861  | Av. Peñascales - Doctor Bedoya             | 686                         |                        |
| 10731  | Av. Peñascales - Urb. Bellavista           | 686                         |                        |
| 10732  | Av. Peñascales - Urb. Salud y Alegría      | 686                         |                        |
| 10733  | Av. Peñascales - Pistas de Tenis           | 686                         |                        |
| 10734  | Av. Peñascales - Embalse Los Peñascales    | 686                         |                        |
| 13164  | Av. Lago - Depuradora                      | 4 686 686A                  |                        |
| 13166  | Av. Lago - Colegio                         | 4 686 686A                  |                        |
| 12227  | Av. Lago - Residencia de Ancianos          | 4 686 686A                  |                        |
| 10735  | Av. Lago - Depuradora                      | 4 686 686A                  |                        |
| 13185  | Av. Monte - C.º Presa                      | 686A                        |                        |
| 19260  | Av. Monte - Estanque                       | 686A                        |                        |
| 10739  | Av. Tomillar - Av. Transversal             | 686A                        |                        |
| 10740  | Av. Rodeo Nº26                             | 686A                        |                        |
| 10741  | Av. Rodeo - Baja                           | 686A                        |                        |
| 10742  | Av. Rodeo - Av. La Loma                    | 686A                        |                        |
| 10743  | Av. La Loma Nº38                           | 686A                        |                        |
| 10744  | Av. Hito - Av. Loma                        | 686A                        |                        |
| 18149  | Av. Hito - Fondo del Hito                  | 686A                        |                        |
| 10745  | Av. Pardo - Av. Monte                      | 686A                        |                        |
| 10746  | Av. Pardo - Clavel                         | 686A                        |                        |
| 10747  | Av. Pardo - Urb. Montealegre               | 686A                        |                        |
| 19263  | Moreras - Tomillo                          | 4                           |                        |
| 13186  | Av. Pardo - Urb. Arroyo de Trofa           | 686A                        |                        |
| 10752  | Av. Pardo - Urb. Peñalar                   | 686A                        |                        |
| 13147  | Av. Conde de las Almenas - Arturo Pacios   | 611A 686A                   |                        |
| 13145  | Ctra. M618 - Biblioteca                    | 611A 686A                   |                        |
| 06032  | Camino Valladolid - P.º Joaquín R. Jiménez | 1 4 611 612 613 631 635 685 |                        |
| 10710  | Pza. Caño - Ayuntamiento                   | 1 4                         |                        |
| 19886  | Nueva - Herrén Larga                       | 1 4                         |                        |
| 17110  | Nueva - Centro de Salud                    | 1 4                         |                        |
| 10725  | Av. Dehesa - Instituto                     | 1 2 4 610 612 631           |                        |
| 09104  | Pza. José Mª Unceta - Polideportivo        | 1 2 4 610 612 631           |                        |
| 06057  | Av. Torrelodones - Urb. Las Marías         | 1 2 4 631 633               |                        |
| 10726  | Av. Torrelodones - Guardia Civil           | 1 2 4 631 633               |                        |
| 06058  | Jesusa Lara - Parque Pradogrande           | 1 2 4 631 633               |                        |
| 10727  | Jesusa Lara - Casa de la Cultura           | 1 2 4 631 633               |                        |
| 10728  | Agapito Martínez - Centro de Atención      | 1 2 4                       |                        |
| 09103  | Dr. Mingo Alsina - Est. Torrelodones       | 1 2 4                       | Torrelodones           |